# Microstromataceae
Microstromataceae är en familj av svampar. Microstromataceae ingår i ordningen Microstromatales, klassen Exobasidiomycetes, divisionen basidiesvampar och riket svampar.
|                   | Quambalariaceae                                                  |
|                   |                                                                  |
| Microstromataceae | \| \| Microstroma \| \| \| \| \| \| Sympodiomycopsis \| \| \| \| |
|                   | \| \| Microstroma \| \| \| \| \| \| Sympodiomycopsis \| \| \| \| |
|                   | Volvocisporiaceae                                                |
|                   |                                                                  |
|                   | Microstroma                                                      |
|                   |                                                                  |
|                   | Sympodiomycopsis                                                 |
|                   |                                                                  |

|  | Microstroma      |
|  |                  |
|  | Sympodiomycopsis |
|  |                  |